# Henk Backer
Pour les articles homonymes, voir Backer.
Hendrik Herman Backer, dit Henk Backer (1898-1976) est un auteur de bande dessinée, illustrateur et créateur de pièces radiophoniques néerlandais. 
Créateur de bandes dessinées avec récitatif dans le Rotterdams Nieuwsblad au début des années 1920 à une époque où seuls des strips américains étaient publiés, il est considéré comme le premier auteur de bande dessinée néerlandais. Sa série  Tripje en Liezeberth (1923-1946) était particulièrement populaire.
Backer a utilisé de nombreux pseudonymes : Hans Overbeeke, Peter van Ingen, B. Elzebub, Ar Colijn, Johan Berndt, Bac ou encore Vindex.

## Biographie
De 1922 à 1923, il dessine la bande-dessinée Hansje Teddybeer en Mimi Poezekat dans le journal Voorwaarts.